# Шарвари
Шарвари Вагх (англ. शारवरी वाघ; род. 14 июня 1996, Мумбаи), известная под мононимом Шарвари, — индийская актриса

, которая в основном работает в фильмах на языке хинди.

## Биография
Шарвари Вагх родилась 14 июня 1996 года в Мумбаи в семье строителя Шайлеша Вагха и архитектора Намраты Вагх. Училась в средней школе в Мумбаи, затем в Колледже Рупарел.

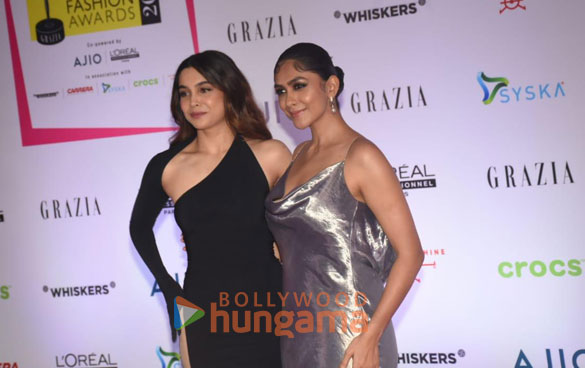
Шарвари и Мрунал Тхакур

Начала свою карьеру в кино в качестве помощника режиссера у Лива Ранджана и Санджая Лилы Бхансали. С 2014 года принимала участие в кастингах на различные роли и дебютировала в качестве актрисы в военном драматическом сериале Кабира Хана 2020 года The Forgotten Army - Azaadi Ke Liye.
Комедия 2021 года Bunty Aur Babli 2, снятая компанией Yash Raj Films, стала для неё долгожданным прорывом. Роль в ней принесла ей премию Filmfare Award за лучшую дебютную женскую роль и сделала её знаменитой, хотя хороших кассовых сборов фильм не принёс.
Шарвари закрепила успех, снявшись в 2024 году в коммерчески успешном фильме ужасов Munjya. В том же году она появилась в боевике Vedaa, который с треском провалился в прокате.